# HaSolelim
HaSolelim (hebreiska: הסוללים) är en ort i Israel.   Den ligger i distriktet Norra distriktet, i den norra delen av landet. HaSolelim ligger 191 meter över havet och antalet invånare är 716.
Terrängen runt HaSolelim är kuperad åt nordost, men åt sydväst är den platt. Terrängen runt HaSolelim sluttar västerut.Runt HaSolelim är det ganska tätbefolkat, med 80 invånare per kvadratkilometer. Närmaste större samhälle är Nasaret, 8,6 km sydost om HaSolelim. Trakten runt HaSolelim består till största delen av jordbruksmark.